# Parisite-(Ce)
La parisite-(Ce) è un minerale.